# Carl Wayne
Carl Wayne (18 de agosto de 1943-31 de agosto de 2004), nacido como Colin David Tooley fue un cantante y actor británico. Se le recuerda sobre todo por haber sido el vocalista principal de The Move en la década de 1960.

## Primeros años
Nacido en Winson Green, Birmingham, Colin David Tooley creció en el barrio de Hodge Hillnde la ciudad. Inspirado por el rock'n'roll americano de Elvis Presley, Eddie Cochran y Gene Vincent, formó los G-Men a finales de la década de 1950, y se unió a la banda local The Vikings, donde su poderoso barítono y su traje rosa de escenario ayudaron a convertirlos en uno de los principales grupos de rock de las Tierras Medias inglesas. Su cambio de nombre se inspiró en la estrella de cine John Wayne, con el escandinavo 'Carl' para encajar en la temática de los 'vikingos'. En 1963 siguieron los pasos de The Beatles y otras bandas de Liverpool actuando en los clubes de Frankfurt, Stuttgart y Nuremberg. A su regreso a Birmingham, tras el éxito de los Beatles, las compañías discográficas estaban interesadas en fichar a grupos de guitarra similares. The Vikings contrataron a Pye Records, pero los tres sencillos  no llegaron a las listas de éxitos.
Wayne representó a Inglaterra en el prestigioso Golden Orpheus.  Festival de la Canción en Bulgaria. Ante una audiencia en directo y televisada de más de 20 millones de personas, Wayne ganó el primer premio.

## Los años de The Move
En diciembre de 1965 se unió a Move, un supergrupo de música beat de Birmingham formado por las mejores bandas locales. Incluían a tres miembros de  The Vikings (el bajista Ace Kefford, el batería Bev Bevan y el propio Wayne), Trevor Burton (guitarrista principal de Danny King y el Mayfair Set), y Roy Wood (guitarrista principal de Mike Sheridan y los Nightriders). Disfrutaron de tres años de éxitos con sencillos como "Night of Fear", "I Can Hear The Grass Grow", "Flowers in the Rain", "Fire Brigade", y su éxito número uno "Blackberry Way". En sus primeros años, los Move tenían un acto escénico en el que, ocasionalmente, Wayne llevaba un hacha a los aparatos de televisión, o cortaba con una sierra de cadena un Cadillac en pedazos en Roundhouse, Londres, durante "Fire Brigade", una escapada que provocó que la zona del Soho se llenara de motores de bomberos, y que el grupo fuera prohibido durante un tiempo en todos los teatros del Reino Unido.
Pero a principios de 1968, el grupo comenzó a fragmentarse como resultado de diferencias personales y musicales. Wayne se sintió frustrado porque la dirección de The Move empujaba a Wood a la vanguardia de la banda y a él mismo a un segundo plano, alentando a Wood a escribir las canciones de Move y permitiendo a The Move grabar canciones en las que Wayne no cantaba como líder. Según Wood, la dirección era indiferente a la hora de cantar, una indiferencia que se justificó después de que "Fire Brigade" y "Blackberry Way", cantadas por Wood, se convirtieran en dos de los mayores éxitos de Move. Cuando la dirección decidió que Wood fuera el productor del segundo álbum de la banda, Shazam, Wayne se opuso, convirtiéndose en coproductor de Shazam y eligiendo muchas de las canciones versionadas que aparecían en él. El estilo cada vez más Middle of the Road de Wayne, y sus aspiraciones hacia el cabaret, estaban en desacuerdo con el deseo de Wood de experimentar en una dirección más progresiva y clásica, lo que llevaría a la fundación de la Electric Light Orchestra. Wayne dejó la banda poco después de la única gira del grupo por Estados Unidos.

## Actuación en solitario
Se lanzó en solitario e hizo varios singles y álbumes discográficos, algunos de los cuales incluían canciones escritas y producidas por Roy Wood.  Entre sus singles se encontraban "Way Back in the Fifties", "Hi Summer" junto con "My Girl And Me", ambas escritas y producidas por Lynsey de Paul, el tema de una serie de variedades de la ITV que copresentaba, "Maybe God's Got Something Up His Sleeve", la canción de John Lennon "Imagine", además de un cover del éxito de Cliff Richard "Miss You Nights", y "Aerial Pictures" de Wood. En un principio se le ofreció la posibilidad de grabar "Sugar Baby Love", pero la rechazó por considerarla "una basura"; enseguida se la dieron a una nueva banda, The Rubettes, y lanzó su carrera con un número uno. Además de "Hi Summer", su trabajo en televisión incluyó cantar los temas del programa de talentos New Faces, uno de los cuales, "You're a Star!", fue un éxito menor para él en 1973. En 1977, Wayne participó en el concurso A Song For Europe, con la esperanza de representar al Reino Unido en el Festival de la Canción de Eurovisión. Su canción, A Little Give, A Little Take, quedó en 11º lugar de entre 12 canciones.
Wayne también realizó algunas grabaciones con la Electric Light Orchestra como vocalista invitado, aunque éstas permanecieron inéditas, hasta que aparecieron como bonus track en una reedición remasterizada del segundo álbum del grupo, ELO 2 en 2003. Nunca llegó a las listas de éxitos tras dejar The Move, pero siguió disfrutando de una carrera estable en el cabaret y en la televisión, grabando versiones de canciones de los espectáculos de Andrew Lloyd Webber y Tim Rice, así como voz en off y jingle. Hizo los coros en el álbum de Mike Oldfield Earth Moving, publicado en 1989.
En su carrera como actor tuvo un pequeño papel en la telenovela de Birmingham, Crossroads, y en 1974 se casó con Susan Hanson, otro miembro del reparto. Su papel teatral más aclamado fue el de narrador en la obra de Willy Russell Blood Brothers entre 1990 y 1996. Más tarde se convirtió en presentador de BBC Radio WM, en cuyo transcurso entrevistó a varios de sus antiguos compañeros de The Move, entre otros invitados. También fue un incansable recaudador de fondos para la investigación de la leucemia y corrió varios maratones de Londres con fines benéficos. También hizo una aparición en The Benny Hill Show en 1985, en la que interpretó al personaje "Face" en una parodia de The A-Team.
Carl también fue cantante invitado de la SAS Band de Spike Edney.

## Con The Hollies y fallecimiento
En el año 2000, tras la retirada del vocalista principal Allan Clarke, se unió a The Hollies, con los que realizó una gira por Europa y Australasia, además de tocar en locales de todo el Reino Unido. En febrero de 2003 grabaron una nueva canción, "How Do I Survive", que apareció como único tema inédito en un CD recopilatorio de 46 canciones de los grandes éxitos de los Hollies ese mismo año. Además de la mayoría de las canciones de The Hollies, incluyeron "Flowers in the Rain" y "Blackberry Way" en su repertorio en directo. Su batería Bobby Elliott lo describió como "un intérprete intrépido y un cantante potente".
Wayne dio el que resultó ser su último concierto con el grupo el 10 de julio de 2004 en Egersund, Noruega. Poco después fue ingresado en el hospital para someterse a pruebas; se le diagnosticó un cáncer de esófago y murió unas semanas después, a los 61 años. Dejó una viuda (Susan Hanson) y su hijo Jack.
Debido a las escasas ventas, ninguno de los lanzamientos en solitario de Wayne se mantuvo en catálogo durante mucho tiempo en vida. En 2006 se publicó un álbum de sus actuaciones, remasterizadas con la participación de Wood y algunas inéditas, bajo el título Songs From The Wood And Beyond 1973-2003. Dos temas de Wayne y Choral Union aparecen en el conjunto de dos CD Friends & Relatives, una compilación de temas de Electric Light Orchestra y actos asociados.